# Centro de Derecho Tomás Moro
El Centro de Derecho Tomás Moro (en inglés Thomas More Law Center) es un centro de derecho sin fines de lucro de orientación conservadora cristiana ubicado en Ann Arbor, Míchigan y  activo en diferentes partes de Estados Unidos.

## Acerca del centro de derecho
El centro se llama a sí mismo como "la respuesta cristiana a la Unión Americana por las Libertades Civiles"

### Temas de que el centro se ocupa
Los temas de que el centro se ocupa, en su mayoría a través de litigios, están generalmente en línea con el conservadurismo social moderno:
- Oposición al matrimonio entre personas del mismo sexo y otras causas relacionadas con los homosexuales.
- Oposición a la pornografía.
- Apoyo a posiciones e iniciativas provida.
- Apoyo a los principios de Ejercicio Libre y Libre Expresión.[cita requerida]
- Oposición al retiro de los Diez Mandamientos y otros monumentos religiosos de edificios municipales y escuelas.

### Objetivos
Sus principales objetivos son:
- Defender la libertad religiosa de los cristianos.
- Restaurar los "honorables valores de todos los tiempos" y proteger la santidad de la vida humana.

### Lema
Su lema es "La espada y el escudo para las personas de fe" (The Sword and the Shield for People of Faith). .